# La Nuit morave
La Nuit morave (Die morawische Nacht) est un roman autrichien en langue allemande de Peter Handke, publié en 2008.

## Résumé
La Nuit Morave est un récit, au passé, à la troisième personne, d'un ancien auteur réputé, à plusieurs amis, réunis pour l'occasion dans son logis. Il y retrace partiellement son voyage récent hors de ce lieu. Chacun, témoin d'une partie des scènes évoquées, émet parfois quelque contre-récit ou quelque demande de précision. Le narrateur principal reste celui qui a accompagné son départ. Aucun personnage n'est nommé.
Le texte se compose de treize chapitres, en moyenne de trente pages.

## Réception
Le lectorat germanophone (voir l'article correspondant) apprécie cet apaisement de l'ex-auteur si décrié, si malvenu, si suspect.
Le lectorat francophone est plus mesuré ou distant ou gêné, : nuit somptueuse, texte puissant.